# Andreas Augustin von der Lühe
Andreas Augustin von der Lühe (født 1677, død 2. januar 1730 i Rendsborg) var en tysk officer i dansk tjeneste.
Han var søn af en mecklenborgsk adelsmand, Volrath Augustin von der Lühe til Fahrenhaupt (af linjen Schulenberg-Stormsdorf) og Anna Elisabeth von der Lühe. Som ganske ung trådte han ind i den danske fodgarde, hvor han 1698 blev fænrik, 1699 sekondløjtnant, 1700 premierløjtnant, 1707 (efter i fire år at have været kaptajn ved Fynske Regiment) kompagnichef, 1710 premiermajor og 1712 karakt. oberst. Han udmærkede sig og blev såret i Slaget ved Helsingborg 1710 og i Slaget ved Gadebusch 1712 og havde i krigsårene flere gange midlertidig kommandoen over garden. 1713 var han medundertegner af Magnus Stenbocks kapitulation ved Oldenswort. I foråret 1716 blev han efter grev Callenberg chef for det 4. af de fra kejserlig tjeneste hjemvendte regimenter og samme efterår for Dronningens Livregiment, som han beholdt resten af sit liv. 1723 blev han generalmajor, 1729 hvid ridder. Han døde ugift i Rendsborg 2. januar 1730.